# No More Days to Waste
No More Days to Waste é o álbum de estreia da banda alemã Aloha from Hell, lançado a 12 de Setembro de 2008 na Europa, e foi reeditado a 16 de Janeiro do ano seguinte no Japão.

## Alinhamento de faixas
| Edição padrão  |                             |         |  |
| N.º            | Título                      | Duração |  |
| 1.             | "No More Days To Waste"     | 3:01    |  |
| 2.             | "Can You Hear Me Boys"      | 3:42    |  |
| 3.             | "Don't Gimme That"          | 3:04    |  |
| 4.             | "Fear of Tommorow"          | 3:44    |  |
| 5.             | "Walk away"                 |         |  |
| 6.             | "Don't Hurt Yourself"       | 3:48    |  |
| 7.             | "Wake Me Up"                | 3:23    |  |
| 8.             | "Hello, hello"              | 3:48    |  |
| 9.             | "How Come You Are the One"  | 3:44    |  |
| 10.            | "Girls Just Wanna Have Fun" | 2:54    |  |
| Duração total: | Duração total:              | 39:92   |  |

| Edição reeditada |                                              |         |  |
| N.º              | Título                                       | Duração |  |
| 1.               | "No More Days To Waste"                      | 3:01    |  |
| 2.               | "Can You Hear Me Boys"                       | 3:42    |  |
| 3.               | "Don't Gimme That"                           | 3:04    |  |
| 4.               | "Fear of Tommorow"                           | 3:44    |  |
| 5.               | "Walk away"                                  | 4:13    |  |
| 6.               | "Don't Hurt Yourself"                        | 3:48    |  |
| 7.               | "Wake Me Up"                                 | 3:23    |  |
| 8.               | "Hello, hello"                               | 3:48    |  |
| 9.               | "How Come You Are the One"                   | 3:44    |  |
| 10.              | "Girls Just Wanna Have Fun"                  | 2:54    |  |
| 11.              | "You"                                        | 3:08    |  |
| 12.              | "Catch Me if You Can"                        | 2:48    |  |
| 13.              | "Don't Gimme That" (Versão rock alternativo) | 3:24    |  |
| Duração total:   | Duração total:                               | 48:72   |  |